# (1489) Attila
(1489) Attila – planetoida należąca do zewnętrznej części pasa głównego asteroid okrążająca Słońce w ciągu 5 lat i 273 dni w średniej odległości 3,21 au. Została odkryta 12 kwietnia 1939 roku w Obserwatorium Svábhegyi w Budapeszcie przez György Kulina. Nazwa planetoidy pochodzi od Attyli, żyjącego w V wieku króla Hunów. Przed nadaniem nazwy planetoida nosiła oznaczenie tymczasowe (1489) 1939 GC.